# Época (rivista brasiliana)
Época è un settimanale brasiliano di notizie e analisi. La rivista è stata fondata nel maggio 1998 ed è pubblicata da Editora Globo, parte del conglomerato mediatico Grupo Globo. Lo stile di Época si basa sulla rivista tedesca Focus, enfatizzando l'uso di immagini e grafica, e anche i loro loghi condividono alcune somiglianze.

## Circolazione
Nel 2010, Época aveva una tiratura di 408.000 copie. Questo numero è sceso a 389.000 copie nel 2012, per poi risalire leggermente a 393.000 nel 2013. Nel 2018, la rivista ha raggiunto una tiratura settimanale di oltre 500.000 copie e conta 5,9 milioni di utenti digitali unici.

## Critiche e controversie

### Caso Francenildo
Nel marzo 2006, la rivista Época fu coinvolta nello scandalo politico che riguardava la violazione del segreto bancario da parte del tuttofare Francenildo Santos Costa, che culminò con la caduta del ministro delle Finanze, Antônio Palocci.

## Consegna
A partire dal 2018, gli abbonati ricevono Época, Globo e Valor Econômico insieme ogni venerdì.